# Боян-Ботево
Боян-Ботево (болг. Боян Ботево) — село в Болгарии. Находится в Хасковской области, входит в общину Минерални-Бани. Население составляет 764 человека.

## Политическая ситуация
В местном кметстве Боян-Ботево, в состав которого входит Боян-Ботево, должность кмета (старосты) исполняет Байрамали Халил Реджеб (Движение за права и свободы (ДПС)) по результатам выборов.
Кмет (мэр) общины Минерални-Бани — Орхан Шабан Мюмюн (Движение за права и свободы (ДПС)) по результатам выборов.